# Atentat la Fuhrer
Timecop 2 sau Atentat la Fuhrer (în engleză Timecop 2: The Berlin Decision) este un film SF de acțiune din 2003 care a fost regizat de Steve Boyum, cu actorii Jason Scott Lee și Thomas Ian Griffith. Filmul a fost lansat direct pe DVD în Statele Unite la 30 septembrie 2003, în Germania la 11 martie 2004 și în Regatul Unit la 15 martie 2004. Este continuarea filmului Răfuială dincolo de moarte din 1994 cu Jean-Claude Van Damme.
Filmul introduce personaje noi și are loc la douăzeci și unu de ani după evenimentele din filmul anterior.

## Distribuție
- Jason Scott Lee - Agent Ryan Chang
- Thomas Ian Griffith - Brandon Miller
- Mary Page Keller - 'Doc'
- John Beck - Director O'Rourke
- Tava Smiley - Agent Tyler Jeffers
- Josh Hammond - Michael Travis
- Tricia Barry - Sasha Miller
- Sam Ly - Young Ryan Chan
- Wen Yann Shih - Cyndi Chan
- Kenneth Choi - Professor Josh Chan
- Toshi Toda - Sushwel, Japanese Diplomat
- Pete Antico - Frank Knight
- Ken Lally - Schultz
- Peter Dykstra - Tony Banks
- Sven-Ole Thorsen - SS Bodyguard
- Jonathan Klein - Jonathon Hanley
- Neil Dickson - Neil Johnson
- Joe Sabatino - Sergeant O'Hera
- Mike Upton - Douglas
- Marty Murray - Broderick Lynwood
- Izzy Assencas - Jackson
- April Fissell - Rose Anderson / Francis Chan
- Robert Carradine - Jim 'Big Jim'
- Steve Van Wormer - Jason Anderson
- Ron Gilbert - Mobster
- Laine Trzinski - Mary Jeffers
- Philip Tan - Chinese Waiter